# Кордайская ВЭС
ВЭС Кордай (Кордайская ВЭС) — ветряная электростанция, расположенная в 30 км на север от посёлка Кордай, в Кордайском районе, Жамбылской области Казахстана. ВЭС расположена возле автомагистрали Алма-Ата—Бишкек. Является одной из первых в стране построенных ВЭС.

## История
Разработка технико-экономического обоснования (ТЭО) «Строительство Кордайской ВЭС мощностью 21 МВт в Жамбылской области» была выполнена ТОО «Институт «Казсельэнергопроект» и закончена в 2012 году. Были определены районы, где среднегодовая скорость ветра превышает 6 м/с. И в результате было принято решение в пользу площадки возле Кордая, так как на высоте 40 м (согласно данным ПРООН) там ветровой потенциал со средней многолетней скоростью 6,6 м/с. Строительство ВЭС разбили на три этапа. На первом этапе, по проекту, устанавливались четыре ветроагрегата немецкой фирмы «Nordex» каждый мощностью 1 МВт, монтаж которых начался 21 октября 2013 года. В декабре 2013 года они были приняты в эксплуатацию. На втором этапе устанавливались 17 агрегатов той же фирмы. На третьем, завершающем этапе, проводились работы по благоустройству электростанции. В октябре 2015 года были запущены последние десять ветроагрегатов.
Помимо ветряной электростанции была построена высоковольтная подстанция 110/10 кВ «ВЭС Кордай» с двумя трансформаторами мощностью по 16 МВ•А и 2,4 км линии электропередачи напряжением 110 кВ для связи с энергосистемой. Рядом с каждой ветроустановкой расположены КТП 10/0,69 кВ.
За время строительства станции было создано около 40 временных рабочих мест. В то время как в уже построенной электростанции постоянно работают только 9 человек.
На ВЭС установлено 21 одинаковый ветрогенератор фирмы Nordex с высотой башни 60 м и диаметром ротора 54 м.
Стоимость проекта 43,5 млн $.

## Особенности[1]
- агрегаты ветростанции запускаются при силе ветра от 3,5 м/с. А при скорости ветра превышающей 25 м/с лопасти останавливаются, иначе вибрация разрушит конструкцию;
- стоимость транспортировки железнодорожным транспортом из Германии в Кордайский район, сопоставима с ценой самого ветрогенератора (1,5 млн. $ за одну установку);

В наличии в стране не было крана для поднятия ВЭУ на высоту 60 м, монтажной организации пришлось купить в Германии кран  LIEBHERR LR1300SX за 3 млн $;
- масло в редукторах меняется раз в три года, а управление возможно осуществлять дистанционно, хоть из Алматы, хоть из Европы.
- в советское время на площадке ВЭС находился танковый полигон, во время строительства были найдены учебные боеприпасы.